# Zweite japanische Französisch-Indochina-Kampagne
Der japanische Staatsstreich in Französisch-Indochina wurde in Japan Meigō Sakusen (明号作戦, (めいごうさくせん) Operation Heller Mond) genannt. Es war eine Operation, die vom 9. März 1945 bis zum Kriegsende andauerte. Da das Japanische Kaiserreich kurz vor der Niederlage stand, wurde die Bedrohung Indochinas durch eine alliierte Invasion drängender und die japanischen Truppen befürchteten einen Aufstand der französischen Kolonialtruppen.
Obwohl die Franzosen einen Angriff erwartet hatten, wurden sie doch überrascht, als die japanischen Truppen die Garnisonen in der gesamten Kolonie angriffen. Die Folge war, dass alle Garnisonen überrannt wurden und nur wenige Kolonialtruppen nach Nationalchina entkamen, wo sie brutal interniert wurden. Die Japaner ersetzten französische Beamte und demontierten effektiv ihre Kontrolle über Indochina. Sie waren dann in der Lage, ein neues Kaiserreich Vietnam, ein Königreich Kambodscha und ein Königreich Laos zu errichten, die unter japanischer Leitung mit einer Militärpräsenz eine mögliche Invasion durch die Alliierten verhindern sollten.

## Hintergrund
(siehe auch: Japanische Invasion Französisch-Indochinas und Vietnam während des Zweiten Weltkrieges)

Französisch-Indochina – Übersicht

Französisch-Indochina umfasste die Kolonie Cochinchina und die Protektorate Annam, Kambodscha, Tonkin und Laos. Nach dem Waffenstillstand zwischen Frankreich und dem Dritten Reich im Juni 1940 blieb Französisch-Indochina loyal zum französischen Vichy-Regime, das mit den Achsenmächten zusammenarbeitete. Admiral Jean Decoux unterzeichnete ein Abkommen, das den japanischen Streitkräften erlaubte, Stützpunkte in ganz Indochina zu besetzen. Im September desselben Jahres marschierten japanische Truppen ein und übernahmen die Kontrolle über Nordindochina, und im Juli 1941 besetzten sie auch die südliche Hälfte. Die Japaner erlaubten den französischen Vichy-Truppen und der französischen Verwaltung, weiter zu arbeiten, wenn auch als Marionetten.
Als 1944 der Krieg nach Niederlagen in Burma und der auf den Philippinen sich gegen Japan zu wenden begann, befürchteten sie eine alliierte Offensive in Französisch-Indochina. Gleichzeitig waren die Japaner den Franzosen bereits seit der Befreiung von Paris im August 1944 gegenüber misstrauisch und konnten sich nicht sicher sein, wo die Loyalität der Kolonialverwaltung Indochinas lag. Das Vichy-Regime hatte zu diesem Zeitpunkt bereits aufgehört zu existieren, aber seine Kolonialverwaltung in Indochina war immer noch vorhanden. Decoux hatte die von Charles de Gaulle geführte Provisorische Regierung der Französischen Republik anerkannt. Nachdem er die Regierung kontaktiert hatte, wurde er allerdings von General De Gaulle als Generalgouverneur abgesetzt, bekam aber gleichzeitig den Befehl, den Japanern vorzumachen, er hätte seinen Posten noch. Stattdessen wurde Decoux’ Armeekommandeur, General Eugene Mordant, im Geheimen zum Delegierten der Provisorischen Regierung und zum Leiter aller Widerstands- und Untergrundaktivitäten in Indochina. Mordant war jedoch unvorsichtig – er war zu gesprächig und unfähig, seine Vorbereitungen geheim zu halten, so dass die japanische Militärpolizei schnell die Verschwörung aufdeckte und die nächsten Aktionen gegen die Franzosen planen konnten.

### Auftakt

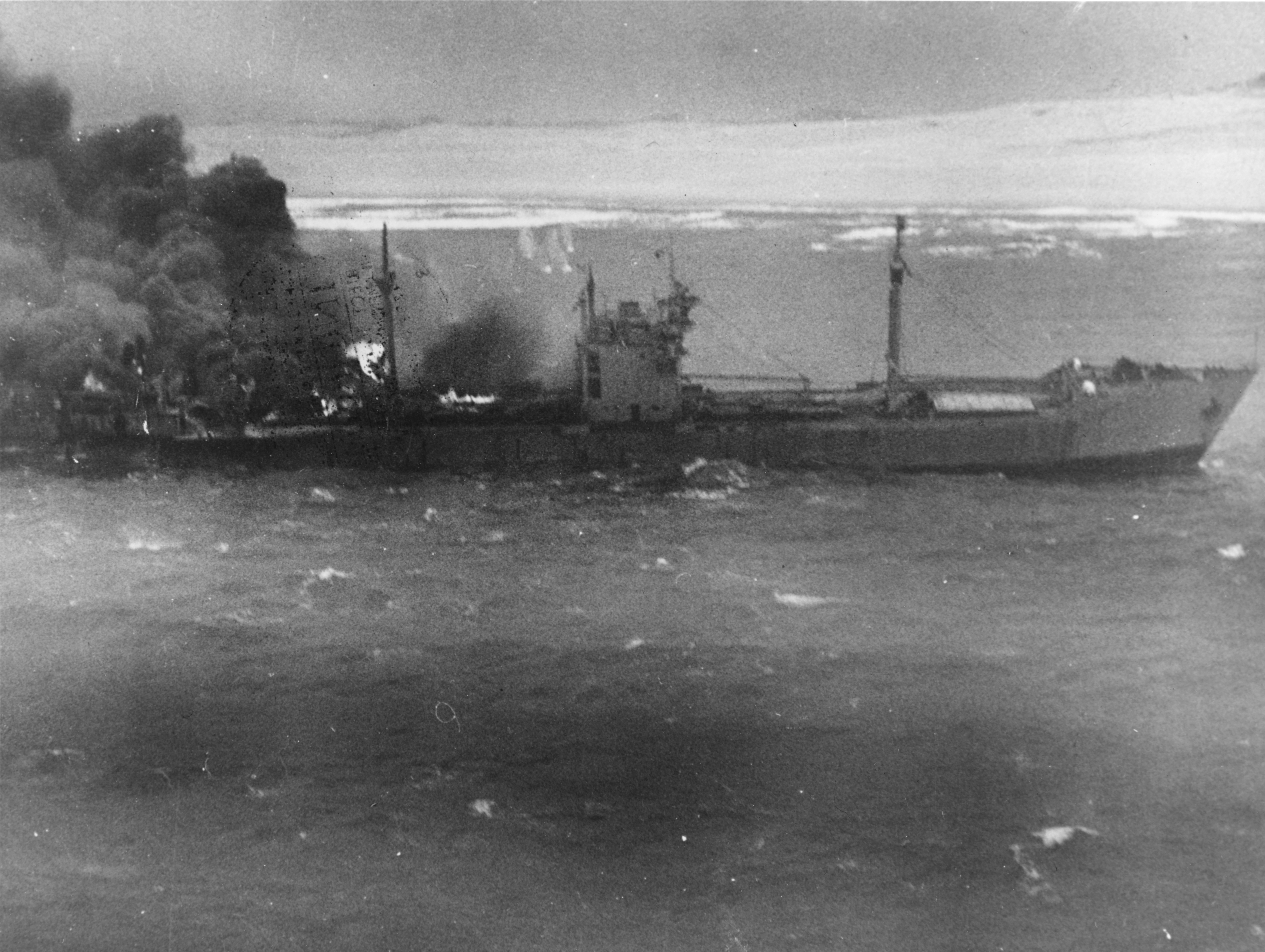
Japanischer Frachter während der Operation Gratitude brennend an der Küste von Indochina gestrandet

Der britische Geheimdienst setzte gegen Ende 1944 mehrere Agenten der Freien Französischen Armee per Fallschirm in Indochina ab. Sie lieferten detaillierte Informationen über Ziele, hauptsächlich über Schiffsbewegungen entlang der Küste an die britischen Hauptquartiere in Indien und China, die sie dann wiederum an die Amerikaner übermittelten. In der Folge versenkten amerikanische Trägerflugzeuge bei der Operation Gratitude zwischen dem 10. und 20. Januar 1945 24 japanische Kampf- und Frachtschiffe und beschädigten 13 weitere. Sechs amerikanische Piloten aus abgeschossenen Flugzeugen wurden von französischem Militär in Gewahrsam genommen und aus Sicherheitsgründen im Zentralgefängnis in Saigon untergebracht. Als die Japaner davon erfuhren, verlangten sie die Auslieferung der Piloten, was allerdings von den Franzosen abgelehnt wurde, und als die Japaner sich darauf vorbereiteten, das Gefängnis zu stürmen, wurden die Männer herausgeschmuggelt. Die Japaner forderten die Kapitulation der Franzosen, aber Decoux lehnte ab und General Tsuchihashi Yūitsu, der japanische Kommandant, beschloss zu handeln. Tsuchihashi konnte Decoux nicht länger zutrauen, Kontrolle über seine Untergebenen auszuüben und bat um Befehle aus Tokio. Das japanische Oberkommando zögerte, in einer bereits schlechten Situation eine weitere Front zu eröffnen. Trotzdem befahlen sie Tsuchihashi, Decoux ein Ultimatum zu stellen, und wenn dieses abgelehnt wurde, würde nach seinem Ermessen ein Staatsstreich genehmigt. Mit diesem Putsch planten die Japaner, die Kolonialverwaltung zu stürzen und die französische Armee in Indochina zu internieren oder zu zerstören. Mehrere befreundete Marionettenregierungen würden dann gebildet, um die Unterstützung der indigenen Bevölkerung zu gewinnen.
Anfang 1945 waren die französischen Streitkräfte den japanischen Besatzungstruppen immer noch zahlenmäßig überlegen, sie umfassten etwa 65.000 Mann, von denen 48.500 lokal rekrutierte Tirailleurs Indochinois unter französischen Offizieren waren. Die restlichen Truppen waren reguläre Soldaten der Kolonialarmee plus drei Bataillone der Fremdenlegion. Eine separate Truppe indigener Gardes Indochinois (Gendarmerie) zählte 27.000 Mann. Seit dem Fall Frankreichs im Juni 1940 hatten die Truppen keine Ersatz- oder Versorgungsgüter von außerhalb Indochinas erhalten und so konnten im März 1945 nur etwa 30.000 Mann als kampfkräftige Truppen zählen, der Rest diente in Garnisonen oder Unterstützungseinheiten. Zu Beginn des Jahres 1945 bestand die schwache japanische 38. Armee aus 30.000 Soldaten, wurde aber in den folgenden Monaten durch 25.000 Mann aus China, Thailand und Burma wesentlich verstärkt.

## Der Putsch

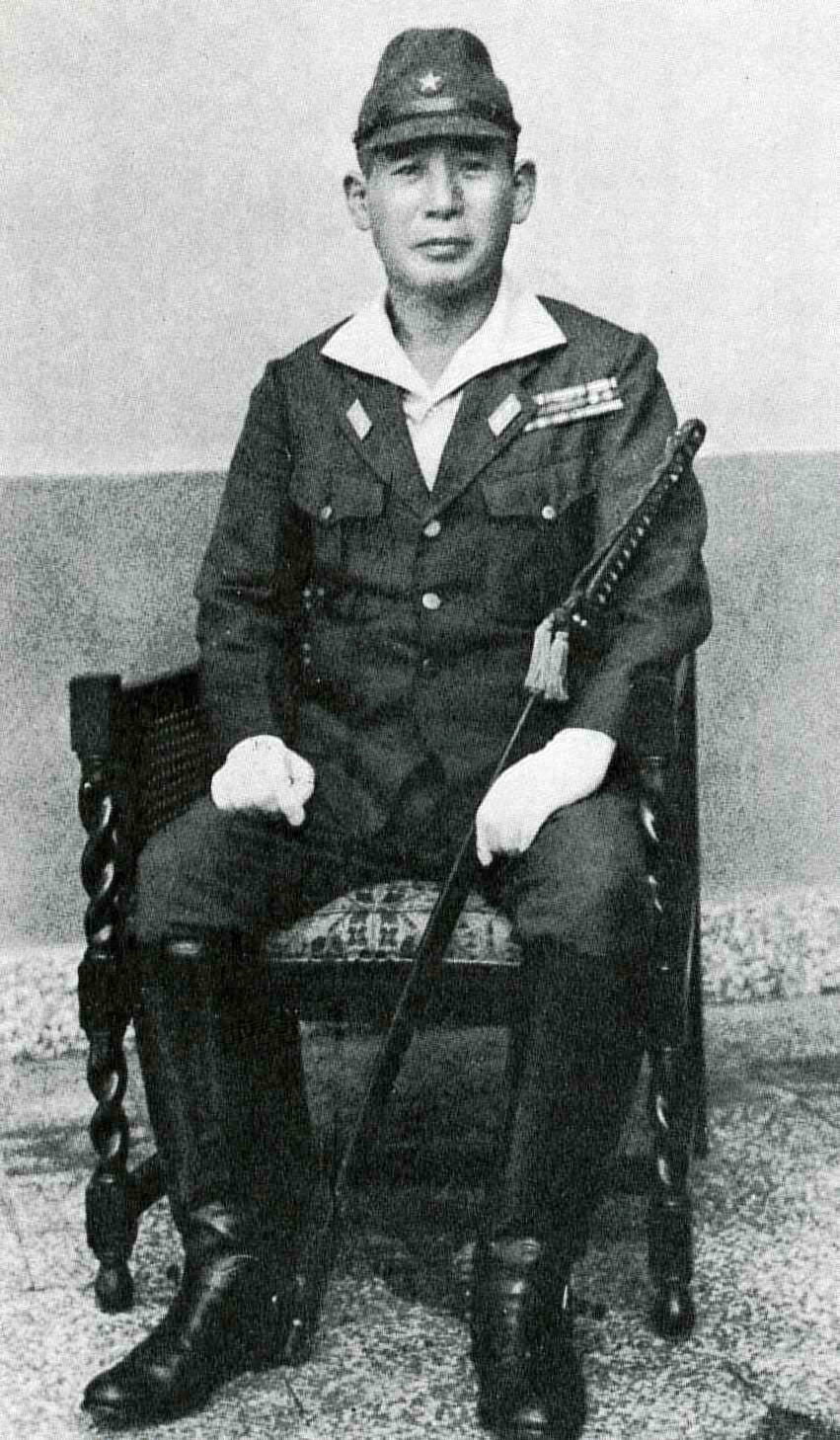
General Tsuchihashi Yuitsu

Anfang März 1945 wurden japanische Streitkräfte in die Nähe der wichtigsten französischen Garnisonsstädte in Indochina verlegt und hielten untereinander Funkverbindung. Französische Offiziere und zivile Offizielle wurden jedoch wegen beobachteter Truppenbewegungen vor einem Angriff gewarnt, und einige Garnisonen wurden daher in Alarmbereitschaft versetzt. Der japanische Gesandte in Saigon, Botschafter Matsumoto Shun’ichi, erklärte gegenüber Decoux, dass, da eine Landung der Alliierten in Indochina unvermeidlich sei, das Oberkommando in Tokio eine „gemeinsame Verteidigung“ Indochinas errichten wolle. Decoux widersetzte sich und warnte davor, dass dies erst recht ein Grund für eine alliierte Invasion sein werde. Er schlug vor, dass eine japanische Kontrolle akzeptiert werde, sollten die Alliierten tatsächlich einmarschieren. Dies war Tsuchihashi nicht genug und er warf Decoux vor, auf Zeit zu spielen.
Am 9. März stellte Tsuchihashi Decoux ein Ultimatum für die Entwaffnung der französischen Truppen. Decoux schickte einen Boten zu Matsumoto, dem japanischen Botschafter, um auf weitere Verhandlungen zu drängen, aber der Bote verirrte sich und kam im falschen Gebäude an. Tsuchihashi nahm an, dass Decoux das Ultimatum abgelehnt hatte, und befahl sofort den Angriff.
Am Abend griffen japanische Streitkräfte die Franzosen in jeder Garnison an. Französische Truppen und die Militärpolizei widersetzten sich dem Entwaffnungsversuch und in Saigon, Hanoi, Haiphong, Nha Trang und der nördlichen Grenze fanden Kämpfe statt. Die Japaner erteilten der thailändischen Regierung Anweisungen, ihre Grenze zu Indochina abzuriegeln und alle französischen und indochinesischen Einwohner auf ihrem Territorium zu verhaften. Die Thailänder begannen Verhandlungen mit den Japanern über ihr Vorgehen und bis Ende März hatten sie die Forderungen nicht vollständig erfüllt. Dōmei Tsushin (der offizielle japanische Radiosender) gab bekannt, dass pro-japanische Unabhängigkeitsorganisationen in Tonkin eine Föderation gebildet hätten, um ein freies Indochina und die Zusammenarbeit mit den Japanern zu fördern.

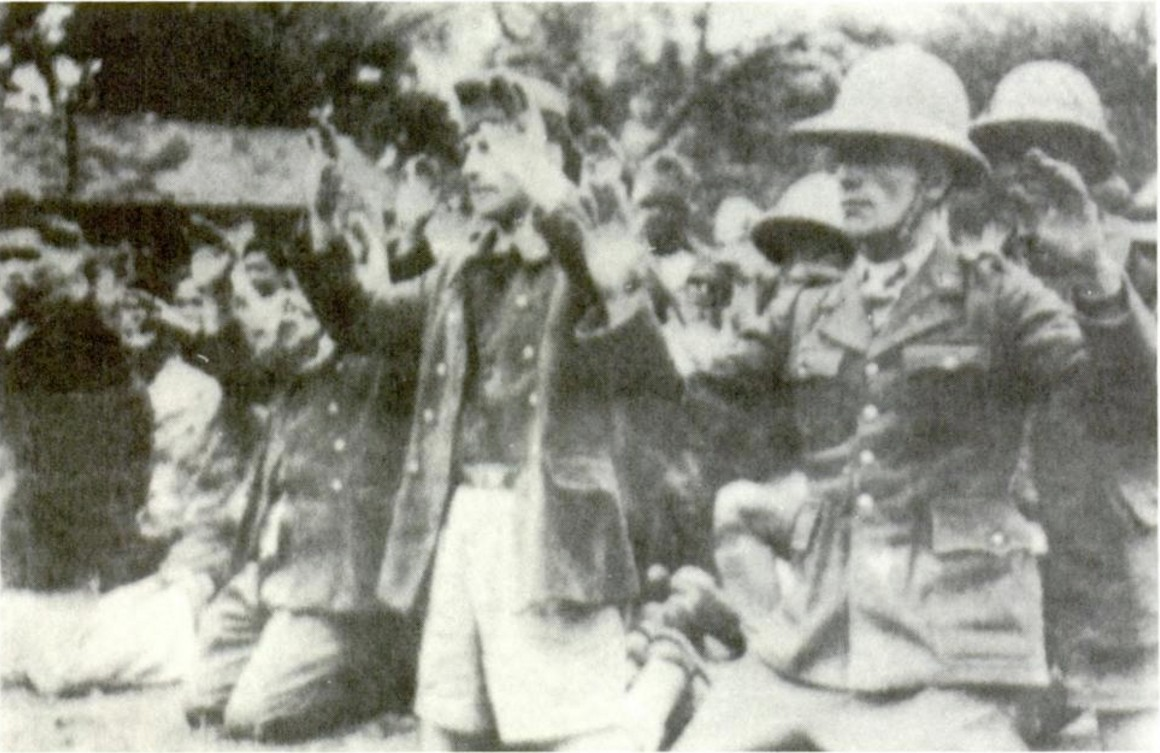
Französische Truppen, gefangen genommen in Hanoi

Das 11. R.I.C (Regiment d'Infanterie Coloniale) mit Sitz in der Martin de Pallieres-Kaserne in Saigon wurde umzingelt und entwaffnet, nachdem ihr kommandierender Offizier, Oberstleutnant Moreau, festgenommen worden war. In Huế gab es sporadische Kämpfe; die Garde Indochinoise, die Wachmannschaft des französischen Verwaltungschefs, verteidigte ihre Kaserne 19 Stunden lang gegen japanische Angriffe, bevor der gesamte Ort zerstört und überrannt wurde. 300 Männer, von denen ein Drittel Franzosen waren, zogen sich zurück und schafften es, den Japanern zu entkommen und in das A-Sầu-Tal zu fliehen. In den nächsten drei Tagen erlagen sie jedoch schließlich Hunger, Krankheit und Verrat – viele ergaben sich, während andere sich ihren Weg nach Laos erkämpften, wo nur eine Handvoll überlebte. Eugène Mordant, Kommandeur der Garnison Hanoi, verteidigte die Garnison einige Stunden, musste aber mit 292 Toten auf französischer Seite und 212 Japanern kapitulieren.
Ein Versuch, eine Gruppe vietnamesischer Partisanen zu entwaffnen, endete für die Japaner schlecht: Als 600 von ihnen in den Ort Quảng Ngãi einmarschierten, trafen sie auf Partisanen, die mit automatischen Waffen bewaffnet waren, die der US-Geheimdienst OSS in der Nähe von Kon Tum hatte abwerfen lassen. Die Japaner glaubten, dass diese Männer schnell desertieren würden, aber sie irrten sich und die Vietnamesen überfielen die Japaner. Sie verzeichneten nur drei Tote und siebzehn Verwundete, während die japanischen Truppen 143 Tote und weitere 205 Verwundete hatten, bevor sie sich zurückzogen. Am nächsten Tag kam eine größere japanische Truppe, aber sie fanden den Ort leer vor. In Annam und Cochinchina wurde nur symbolischer Widerstand geleistet, die meisten Garnisonen waren klein und wurden aufgegeben.
Weiter nördlich sympathisierten viele indigene Völker mit den Franzosen. Mehrere hundert Laoten meldeten sich freiwillig, um als Guerillas gegen die Japaner zu kämpfen. Französische Offiziere organisierten sie in Abteilungen, mussten jedoch diejenigen abweisen, für die sie keine Waffen hatten.
In Haiphong griffen die Japaner die Bouet-Kaserne an, das Hauptquartier der 1. Tonkin-Brigade von Oberst Henry Lapierre. Mit schwerem Mörser- und Maschinengewehrfeuer wurde eine Stellung nach der anderen eingenommen, bevor die Kaserne fiel. Lapierre weigerte sich allerdings, Kapitulationsbefehle für die verbleibenden Garnisonen in der Gegend zu unterzeichnen. Die Codebücher waren verbrannt worden, was für die Japaner bedeutete, dass sie die übrigen Garnisonen militärisch niederkämpfen mussten.
In Laos wurden Vientiane, Thakhek und Luang Prabang von den Japanern ohne großen Widerstand eingenommen. In Kambodscha eroberten die Japaner mit 8000 Mann Phnom Penh und alle größeren Städte auch ohne Probleme. Das gesamte französische Personal in den Städten beider Regionen wurde entweder interniert oder in einigen Fällen sogar hingerichtet.

### Das Gefecht von Lạng Sơn

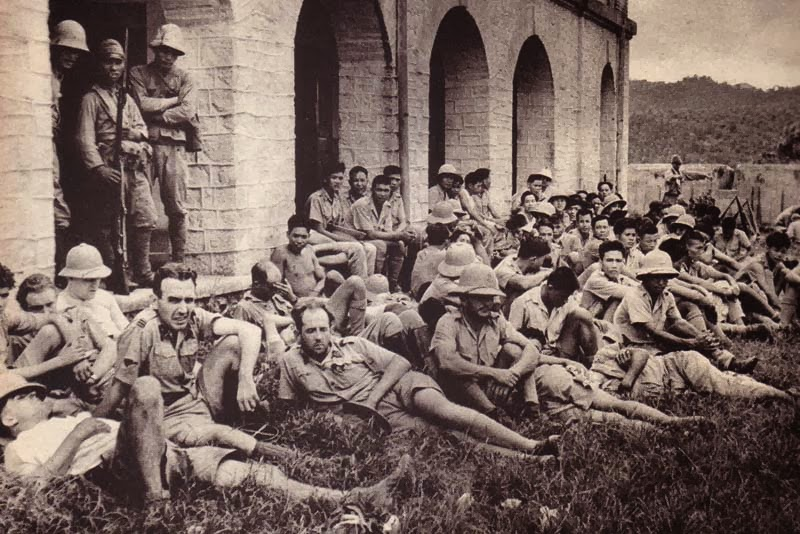
Französische Kriegsgefangene in Lang Son am 9. März 1945.

Bei den japanischen Angriffen auf die französischen Streitkräfte an der Nordgrenze gab es schwere Kämpfe. Ein Ort, den die Japaner einnehmen mussten, war eine Befestigung bei Lang Son, an strategisch wichtiger Stellung in der Nähe der chinesischen Grenze, wo die Japanische 22. Division aufmarschiert war.
Die Verteidigung von Lang Son bestand aus einer Reihe von Festungskomplexen, die von den Franzosen gebaut wurden, um sich gegen einen Angriff aus China zu verteidigen. Die Hauptfestung war das Fort Brière de l’Isle – im Inneren befand sich eine große französische Garnison von fast 4000 Mann, von denen viele Tonkinesen waren, zusammen mit Einheiten der französischen Fremdenlegion. Nachdem die Japaner alle Verbindungen zu den Forts unterbrochen hatten, luden sie General Émile Lemonnier, den Kommandanten der Grenzregion, zu einem Bankett in das Hauptquartier der 22. Division der Japanischen Armee ein. Lemonnier lehnte es ab, die Einladung anzunehmen, erlaubte jedoch einigen seiner Mitarbeiter, an seiner Stelle teilzunehmen. Sie wurden gefangen genommen und kurz darauf begannen die Japaner, Fort Brière de l’Isle zu bombardieren, und griffen dann mit Infanterie und Panzern an. Die kleinen Forts außerhalb der Hauptbefestigung konnten sich ebenfalls halten und schlugen die japanischen Truppen mit Verlusten zurück. Die Japaner versuchten es am nächsten Tag erneut und es gelang ihnen, die äußeren Positionen einzunehmen. Schließlich wurde auch die Hauptfestung von Brière de l’Isle nach heftigen Kämpfen überrannt.
Lemonnier wurde gefangen genommen und von einem japanischen General angewiesen, ein Dokument zu unterzeichnen, in dem die ihm unterstellten Streitkräfte formell kapitulieren sollten. Lemonnier weigerte sich, die Dokumente zu unterschreiben. Die Japaner brachten ihn nach draußen, wo sie ihn zwangen, zusammen mit dem französischen Résident-général Camille Auphelle ein Grab auszuheben. Lemonnier wurde erneut aufgefordert, die Übergabedokumente zu unterzeichnen und lehnte dies erneut ab. Daraufhin enthaupteten ihn die Japaner. In einer Art Blutrausch beschossen japanische Soldaten die Gefangenen mit Maschinengewehren und enthaupteten oder töteten die verwundeten Überlebenden mit Bajonetten.
Nach der Schlacht von Lạng Sơn waren die französischen Streitkräfte an der Grenze zu China praktisch nicht mehr existent. Die Verluste unter den europäischen Soldaten betrugen 544 Tote, von denen 387 nach der Gefangennahme hingerichtet wurden. Außerdem wurden 1832 tonkinesische Kolonialtruppen getötet, einschließlich 103 Mann, die hingerichtet wurden, während rund 1000 Mann gefangen genommen wurden. Am 12. März verwechselten Flugzeuge der US Fourteenth Air Force, die zur Unterstützung der Franzosen Kampfeinsätze flogen, eine Kolonne tonkinesischer Gefangener mit Japanern und bombardierten und beschossen sie. Berichten zufolge wurden zwischen 400 und 600 der Gefangenen getötet oder verwundet.
Ebenfalls am selben Tag rückten die Japaner dann weiter nach Norden direkt an die chinesische Grenze zur Grenzstadt Dong Dang vor, wo eine Kompanie des 3. Regiments der Tonkinese-Rifles und eine Batterie kolonialer Artillerie aufgestellt worden waren. Nach Lemonniers Weigerung, eine allgemeine Kapitulation anzuordnen, starteten die Japaner einen Angriff auf die Stadt. Die Franzosen wehrten sich drei Tage lang. Die Japaner wurden dann von zwei Regimentern der 22. Division aus Lạng Sơn verstärkt und überrannten schließlich die französische Kolonialmacht. 53 Überlebende wurden enthauptet oder mit dem Bajonett getötet.

### Rückzug nach China
Im Nordwesten gelang es der Tonkin-Division unter General Gabriel Sabattier rechtzeitig, bevor er angegriffen wurde, sich von seiner Basis in Hanoi nach Nordwesten zurückzuziehen, in der Hoffnung, die chinesische Grenze zu erreichen. Sie wurden jedoch bald von der japanischen Luftwaffe und Artillerie angegriffen und mussten ihre gesamte schwere Ausrüstung zurücklassen, als sie den Roten Fluss überquerten. Als er die Grenze erreichte, stellte Sabbatier fest, dass die wichtigsten Grenzübergänge bei Lao Cai und Hà Giang nach den verlorenen Gefechten von Lạng Sơn und Dang Dong von japanischen Truppen blockiert waren. Der Kontakt zur 2. Tonkin-Brigade von Generalmajor Marcel Alessandri, die rund 5700 französische und koloniale Truppen zählte, ging verloren. Diese Kolonne umfasste drei Bataillone des 5. Regiments der Fremdenlegion, deren einzige Möglichkeit es war, sich ihren eigenen Weg nach China zu erkämpfen. General Alessandri führte seine verbliebenen Streitkräfte auf einem Rückzug mit Nachhutgefechten über 1100 km in Richtung chinesischen Territoriums.
Die Vereinigten Staaten und China zögerten, eine großangelegte Operation zur Wiederherstellung der französischen Autorität zu starten, da sie die Kolonialherrschaft nicht befürworteten und wenig Sympathie für das Vichy-Regime hatten, das früher mit den Japanern zusammengearbeitet hatte. Beide Länder befahlen, dass ihre Streitkräfte den Franzosen keine Hilfe leisten sollten, aber General Claire Lee Chennault befolgte die Befehle nicht, und Flugzeuge seiner 51. Jagdgruppe und des 27. Troop Carrier Squadron flogen Unterstützungsmissionen und warfen medizinisches Material für Sabbattiers Streitkräfte, die sich nach China zurückzogen, per Fallschirm ab. Zwischen dem 12. und 28. März flogen die Amerikaner 34 Angriffs- und Aufklärungsmissionen über den Norden Indochinas, aber es war zu wenig, um den japanischen Vormarsch zu behindern.
Mitte April zwangen Generalmajor Alessandri Krankheit, Lebensmittelknappheit und die schwindende Moral seiner Truppe zu einer schwierigen Entscheidung. Er entwaffnete und löste seine vor Ort rekrutierten Kolonialtruppen auf und überließ sie ihrem Schicksal. Ein Vorgehen, das Franzosen und Vietnamesen gleichermaßen verärgerte. Viele der tonkinesischen Tirailleure waren weit von ihrer Heimat entfernt und einige wurden von den Japanern gefangen genommen. Andere schlossen sich den Việt Minh an. Auf ihrem Rückzug gaben die verbliebenen französischen Einheiten und die der Fremdenlegion zunächst ihre Fahrzeuge wegen Kraftstoffmangels und deshalb auch ihre schweren Waffen auf und ließen sie zusammen mit mehreren Tonnen Munition zurück, ohne etwas davon zu zerstören. Die Brigade verlor viele Männer durch Krankheiten und Vermisste, als sie sich in Richtung Sơn La und Điện Biên Phủ bewegte, wobei sie auch verlustreiche Nachhutkämpfe ausfechten musste.
Zu diesem Zeitpunkt war General de Gaulle über die Situation in Indochina informiert worden und hatte Sabattier per Funkbefehl angewiesen, um des „Stolzes Frankreichs“ willen um jeden Preis in Indochina präsent zu bleiben. Bis zum 6. Mai waren jedoch viele der verbleibenden Mitglieder der Tonkin-Division jenseits der chinesischen Grenze, wo sie unter harten Bedingungen interniert wurden. Zwischen dem 9. März und dem 2. Mai hatte die Tonkin-Division schwer gelitten, viele waren gestorben oder fielen durch Krankheiten aus. Im Kampf waren 774 Mann getötet und 283 verwundet worden, weitere 303 wurden vermisst oder waren gefangen genommen worden.

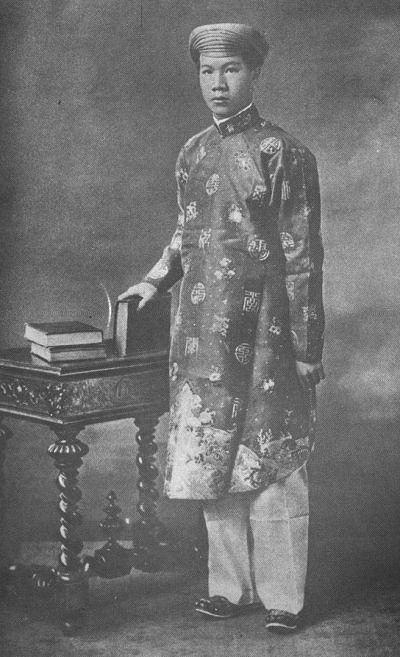
Bao Dai, der von den Japanern zum Kaiser von Vietnam gemacht wurde.

### Unabhängigkeit
Während des Staatsstreichs forderten die Japaner die Unabhängigkeitserklärungen von den traditionellen Herrschern der verschiedenen Regionen, was zur Gründung des Kaiserreiches Vietnam, der Unabhängigkeit des Königreichs Kampuchea und des Königreichs Luang Phrabang unter japanischer Leitung führte. Kaiser Bảo Đại fügte sich in Vietnam, wo eine Marionettenregierung eingerichtet wurde, die von Tran Trong Kim geleitet wurde und mit den Japanern zusammenarbeitete. König Norodom Sihanouk gehorchte ebenfalls, aber die Japaner vertrauten dem frankophilen Monarchen nicht.
Der nach Japan verbannte Nationalistenführer Son Ngoc Thanh, der als vertrauenswürdigerer Verbündeter galt als Sihanouk, kehrte nach Kambodscha zurück und wurde im Mai Außenminister und im August Premierminister. In Laos jedoch weigerte sich König Sisavang Vong, der die französische Herrschaft bevorzugte, die Unabhängigkeit zu erklären, und fand sich im Widerspruch zu seinem Premierminister, Prinz Phetsarath Rattanavongsa. Am 15. Mai, als der Putsch beendet und die Unabhängigkeit gewährt war, erklärte General Tsuchihashi die Aufräumarbeiten für abgeschlossen und entließ mehrere Brigaden an andere Fronten.

## Nachwirkungen
Der Staatsstreich hatte nach den Worten des Diplomaten Jean Sainteny (französischer Diplomat in Indochina, verhandelte später mit Ho Chi Minh) „ein seit 80 Jahren bestehendes Koloniales Unternehmen zerstört“. Die französischen Verluste waren hoch. Insgesamt wurden 15.000 französische Soldaten von den Japanern gefangen genommen. Fast 4200 wurden getötet, viele nach der Kapitulation hingerichtet – etwa die Hälfte davon waren Truppen aus Frankreich. Praktisch alle französischen Zivil- und Militärführer sowie Eigentümer von Plantagen wurden zu Gefangenen gemacht, einschließlich Gouverneur Decoux. Sie wurden entweder in bestimmten Stadtteilen von Großstädten oder in Lagern eingesperrt. Diejenigen, die des bewaffneten Widerstands verdächtigt wurden, wurden im Kempeitai-Gefängnis in Bambuskäfigen eingesperrt, gefoltert und grausam verhört. Die lokal rekrutierten Tirailleure und Gardes Indochinois, die die Mehrheit der französischen Militär- und Polizeikräfte gestellt hatten, hörten praktisch auf zu existieren. Ungefähr tausend wurden bei den Kämpfen getötet oder nach der Kapitulation hingerichtet. Einige schlossen sich projapanischen Milizen oder vietnamesischen nationalistischen Guerillas an. Ihrer französischen Kader beraubt, verstreuten sich viele in ihre Herkunftsdörfer. Über dreitausend erreichten chinesisches Territorium als Teil der sich zurückziehenden französischen Kolonnen.

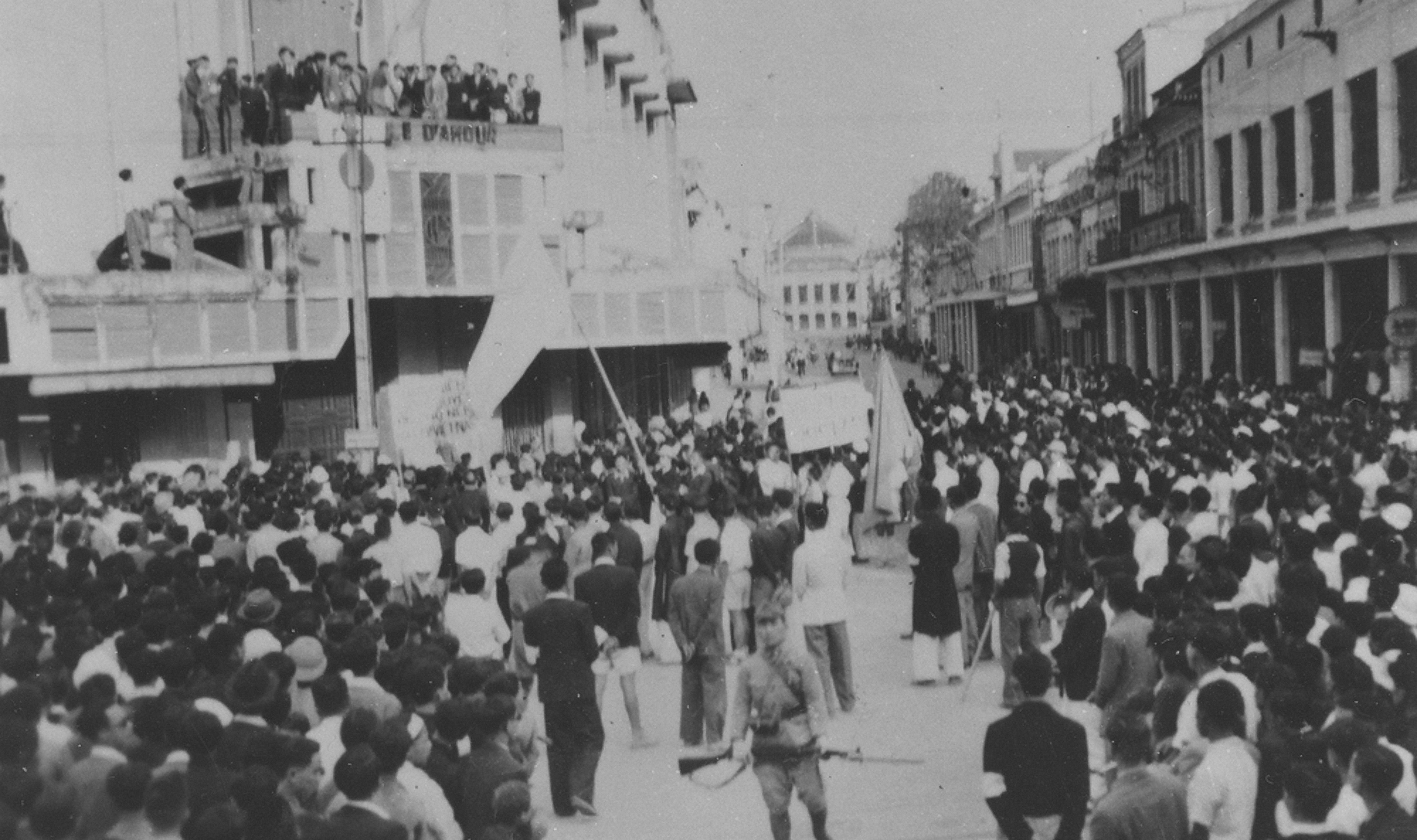
Pro-Japanisches politisches Treffen in Hanoi nach dem Putsch

Was von den französischen Streitkräften, die den Japanern entkommen waren, übrig war, versuchte, sich den Widerstandsgruppen anzuschließen, in Laos, wo sie mehr Handlungsspielraum hatten. Dort hatten die Japaner weniger Kontrolle über das Territorium und laotische Guerillagruppen schafften es, mehrere ländliche Gebiete zu beherrschen. An anderer Stelle blieb der Widerstand aus, da die Vietnamesen sich weigerten, den Franzosen zu helfen. Ihnen fehlten auch genaue Befehle und sie hatten keinen Kontakt mit der provisorischen Regierung und keine praktischen Mittel, um groß angelegte Operationen durchzuführen.
In Nordvietnam starteten die Viet Minh von Ho Chi Minh mit Hilfe des amerikanischen Geheimdienstes OSS, von dem sie ausgebildet und mit Waffen und Geldern versorgt wurden, ihre eigene Guerillakampagne. Die Hungersnot in Vietnam hatte in der Bevölkerung zu einer Feindseligkeit sowohl gegenüber den Franzosen als auch gegenüber den Japanern geführt, was eine Stärkung der Viet Minh zur Folge hatte. Sie errichteten ihre Stützpunkte auf dem Land, ohne auf großen Widerstand der Japaner zu stoßen, die hauptsächlich in den Städten präsent waren. Das Ansehen der Viet Minh stieg besonders, als sie 75 bis 100 Lagerhäuser plünderten, den Reis verteilten und sich weigerten, Steuern zu zahlen. Im Juli ging der OSS mit den Viet Minh – von denen einige ehemalige Mitglieder der Sabattier-Division waren – über die Grenze, um Operationen durchzuführen. Ihre Aktionen beschränkten sich allerdings auf wenige Angriffe gegen japanische Militärposten. Die meisten davon waren jedoch erfolglos, da den Viet Minh die militärische Kraft fehlte, um ernsthafte Angriffe gegen die Japaner zu starten.

### Übernahme durch die Việt Minh
Am 16. August verkündete Kaiser Hirohito die Kapitulation Japans. Kurz danach übergaben die japanische Garnisonen offiziell die Kontrolle an Kaiser Bảo Đại im Norden und der Vereinigten Partei im Süden. Dies ermöglichte es jedoch nationalistischen Gruppen, öffentliche Gebäude in den meisten Großstädten zu übernehmen. Den Việt Minh wurde so ein Machtvakuum präsentiert und am 19. August begann die Augustrevolution. Am 25. August musste Bảo Đại zugunsten von Hồ Chí Minh und den Việt Minh abdanken – sie übernahmen die Kontrolle über Hanoi und den größten Teil von Französisch-Indochina. Die Japaner widersetzten sich der Übernahme durch die Việt Minh nicht, da sie nicht bereit waren, den Franzosen die Kontrolle über ihre Kolonie zurückzugeben. Am 2. September 1945 proklamierte Hồ Chí Minh die Unabhängigkeit der Demokratischen Republik Vietnam.

### Übernahme durch die Alliierten
Charles de Gaulle in Paris kritisierte die Vereinigten Staaten, das Vereinigte Königreich und China dafür, die Franzosen in Indochina während des Putsches nicht unterstützt zu haben. De Gaulle versicherte jedoch, dass Frankreich die Kontrolle über Indochina zurückgewinnen werde.
Französisch-Indochina war von der japanischen Besatzung im Chaos zurückgelassen worden. Am 11. September trafen britische und indische Truppen der 20. indischen Division unter Generalmajor Douglas Gracey im Rahmen der Operation Masterdom in Saigon ein. Nach der japanischen Kapitulation waren alle französischen Gefangenen in den Außenbezirken von Saigon und Hanoi versammelt worden, und die Wachposten verschwanden am 18. September vollständig. Die sechsmonatige Gefangenschaft kostete weitere 1500 Menschen das Leben. Bis zum 22. September 1945 wurden alle Gefangenen von Graceys Männern befreit, dann bewaffnet und in Kampfeinheiten nach Saigon geschickt, um es von den Việt Minh zu befreien. Ihnen schloss sich später das Französische Fernost-Expeditionskorps an, das gegründet worden war, um gegen die Japaner zu kämpfen, und ein paar Wochen später eintraf.
Etwa zur gleichen Zeit besetzte die 200.000 Mann starke chinesische Nationalrevolutionäre Armee von General Lu Han Indochina nördlich des 16. Breitengrades. Bis Oktober kamen 90.000 Mann an, die 62. Armee kam am 26. September nach Nam Dinh und Haiphong. Lạng Sơn und Cao Bằng wurden vom 62. Armeekorps von Guangxi und der Region des Roten Flusses besetzt, und Lai Cai wurde von einer Kolonne aus Yunnan besetzt. Lu Han besetzte den Palast des französischen Generalgouverneurs, nachdem er den französischen Stab unter Sainteny vertrieben hatte. Hồ Chí Minh sandte am 17. Oktober 1945 ein Telegramm an den amerikanischen Präsidenten Harry S. Truman, in dem er ihn, Generalissimus Chiang Kai-shek, Premier Stalin und Premier Attlee aufforderte, sich an die Vereinten Nationen zu wenden und zu fordern, dass Frankreich Vietnam nicht besetzen dürfte, und in dem er Frankreich beschuldigte, die Alliierten verkauft und betrogen zu haben, indem es Indochina an Japan übergeben hatte, und dass Frankreich deshalb kein Recht auf Rückkehr hatte.
Am 9. März 1946 wurde das französische Permanent Military Tribunal in Saigon (FPMTS) eingerichtet, um Kriegsverbrechen (Klasse B) und Verbrechen gegen die Menschlichkeit (Klasse C) zu untersuchen, die von den japanischen Streitkräften nach dem Staatsstreich vom 9. März 1945 begangen wurden. Diese Untersuchungen sind auch als Saigon Trials bekannt. Das FPMTS untersuchte Kriegsverbrechen, die zwischen dem 9. März 1945 und dem 15. August 1945 begangen wurden. Es verhandelte zwischen Oktober 1946 und März 1950 in 39 separaten Gerichtsverfahren gegen insgesamt 230 japanische Angeklagte. Laut Chizuru Namba wurden 112 der Angeklagten zu Gefängnisstrafen verurteilt, 63 hingerichtet, 23 zu lebenslanger Haft verurteilt und 31 freigesprochen. Weitere 228 Personen wurden in Abwesenheit verurteilt.